# Pierre Régimbald
Pierre Régimbald (1941-2004) est le créateur avec Nicole Lapointe des marionnettes de la populaire émission de télévision pour enfants Passe-Partout ainsi que celles de Nic et Pic, de Virginie la grenouille et de plusieurs marionnettes pour la série Fanfreluche. Il a été assassiné le 22 juillet 2004 à l'âge de 62 ans à son domicile de Longueuil par Daniel Patry, 33 ans, qui avait un lourd passé judiciaire notamment en matière de stupéfiants. Patry a été condamné à prison à perpétuité avec une possibilité de remise en liberté conditionnelle en 2023. Le meurtrier et sa victime se connaissaient apparemment bien selon la police canadienne, qui n'a pas voulu préciser si des liens existaient réellement entre les deux hommes.

## Commentaire
C'est dans la troupe de Micheline Legendre que Nicole Lapointe et Pierre Régimbald ont appris leur métier pendant une dizaine d'années. 
« Nicole Lapointe et Pierre Régimbald ont décidé de vivre du métier de marionnettiste.  Ils ont fait leurs débuts au Petit Théâtre de la Place Ville-Marie avant de s'associer avec le théâtre du Rideau Vert, où ils créent des spectacles pour enfants depuis 1968.  Ils ont eu l'occasion de se produire à Montréal et en province, rejoignant les jeunes où ils sont: à l'école, dans les salles communautaires et les centres commerciaux.
Parallèlement, Pierre a mené une expérience pédagogique auprès de l'École nationale de théâtre, du Théâtre Sans Fil (Université du Québec) et du Centre national des Arts à Ottawa.
C'est dans le cadre de Fanfreluche qu'ils ont amené leurs marionnettes au petit écran, ce qui a débouché sur la naissance de Nic et Pic et une collaboration très enrichissante avec Hélène Roberge et l'auteur Michel Cailloux. ».
Tiré de Ici Radio-Canada Télévision – Horaire de la chaîne française de télévision de Radio-Canada, Volume 10, numéro 39, Semaine du 18 au 24 septembre 1976, page 10.  Les articles et renseignements publiés dans Ici Radio-Canada télévision peuvent être reproduits librement.